# Yoshihiro Kataoka
Yoshihiro Kataoka, né le 18 mai 1961, est un pilote de rallyes japonais.

## Biographie
Il commence la compétition automobile dans son pays en 1983.
Sa carrière internationale s'étale durant la seconde moitié des années 1990 (de 1994 à 1999), avec Satoshi Hayashi pour copilote sur des Mitsubishi Lancer Evo de lignées II à VI.
Son meilleur résultat en WRC est une 8e place au rallye de Nouvelle-Zélande, en 1998. 

## Palmarès

### Titre
- Champion d'Asie-Pacifique des rallyes du Groupe N, en 1996 (Evo III);
  - Double vice-champion d'Asie-Pacifique des rallyes, en 1998 et 1999;

### Deux victoires en APRC
- Rallye de Thaïlande: 1998;
- Rallye de Canberra: 1998.